# Rudolf Schneider (meteorolog)
Rudolf Schneider (3. srpna 1881 Dolní Lukavice – 16. srpna 1955 Praha) byl český astronom, astrofyzik, matematik, klimatolog, meteorolog, vysokoškolský pedagog, odborný spisovatel a překladatel. V letech 1920 až 1945 zastával funkci prvního ředitele Československého ústavu meteorologického, předchůdce Českého hydrometeorologického ústavu a významně se podílel na organizaci letecké povětrnostní služby v tehdy nově vzniklém Československu.

## Život
Narodil se v Dolní Lukavici nedaleko Přeštic v západních Čechách. Vystudoval reálku v nedalekých Klatovech, následně odešel za studiem do Prahy, kde vystudoval matematiku a fyziku na Filozofické fakultě Univerzity Karlovy, mj. u profesora Františka Augustina, kde roku 1907 získal doktorát. V rámci studia prodělal studijní stáž v Centrálním ústavu pro meteorologii a geodynamiku ve Vídni. V letech 1906 až 1911 působil na pražské univerzitě jako odborný asistent, v letech 1911 až 1918 pak pracoval ve vídeňském Centrálním ústavu pro meteorologii a geodynamiku, kde se stal přednostou seismologického oddělení. Roku 1912 se habilitoval v oborech meteorologie, klimatologie a geofyzika na české vysoké škole technické v Brně, kde byl od roku 1907 honorovaným docentem.
Po vzniku Československa v říjnu 1918 odešel zpět do Prahy, aby nabídl své služby mladému státu. V letech 1919 až 1920 byl přidělen ve státní hvězdárně v Praze. Roku 1920 byl pak jmenován prvním ředitelem Československého ústavu meteorologického. Zejména v prvních letech svého úřadu se výrazně zasloužil o vybudování rozpadem Rakouska-Uherska poznamenané meteorologické služby pro Československo, potřebnou především při řízení letecké dopravy, mj. o založení nových meteorologických stanic a jejich technického vybavení. Funkci ředitele ústavu vykonával též v období existence Protektorátu Čechy a Morava, z jeho vedení odešel roku 1945.
Zemřel 16. srpna 1955 v Praze ve věku 74 let.